# Ryfama
Ryfama (pełna nazwa Rybnicka Fabryka Maszyn) – zakład produkcyjny istniejący w Rybniku od 1945 roku, jako następca Rybnickiej Huty. W 2020 roku, wchodzący w skład Grupy FAMUR, został zamknięty.

## Początki
W 1889 roku dzięki staraniom Karola Strzody w pobliżu torów kolejowych przy dzisiejszej ul. Dworcowej powstała Rybnicka Huta (Rybniker Hütte). Początkowo mała kuźnia, zatrudniająca pięciu kowali, świadczyła usługi na rzecz miejscowego przemysłu. Na przełomie XIX i XX wieku dobudowana została odlewnia żeliwa, modelarnia i warsztat obróbki mechanicznej. Fabryka zaczęła specjalizować się w produkcji narzędzi i sprzętu górniczego, w tym urządzeń transportowych i wydobywczych.
Nowe przedsiębiorstwo produkowało przed I wojną światową liczne wyroby żelazne – odlewy i inne, niezwykle przydatne w przemyśle górniczym, a także mające sporą wartość dla kaiserowskich Niemiec. W tym czasie w Rybnickiej Hucie pracowało około 200 osób.

## Rozwój działalności
Po zakończeniu II wojny światowej, w 1945 roku rybnicka huta została przemianowana na Rybnicką Fabrykę Maszyn. W krótkim czasie zmodernizowano park maszynowy oraz przedłużono halę do produkcji konstrukcji stalowych. Powojenna produkcja rozpoczęła się w drugim półroczu 1945 roku (do końca tegoż roku wyprodukowano 460 ton różnych wyrobów). W 1946 roku w Ryfamie pracowało około 800 osób.
Rozwój działalności Ryfamy nastąpił w czasach PRL-u. W okresie realizacji planu trzyletniego (w latach 1947–1949) znacznie wzrosła produkcja i wydajność pracy (tylko w pierwszym roku realizacji planu produkcja wzrosła prawie dwukrotnie). Kluczowe dla rozwoju fabryki były lata 50. XX wieku, gdy wdrażano założenia planu sześcioletniego. W wyniku intensywnej rozbudowy powstały nowoczesne obiekty produkcyjne, umożliwiające znaczny wzrost produkcji oraz unowocześnienie konstrukcji i technologii maszyn górniczych.
W 1953 roku do użytku oddano trzy nowe hale produkcyjne. Nieco później zakończono budowę kotłowni. Poczyniono również szereg innych inwestycji: zbudowano bocznicę kolejową, magazyn główny, bloki mieszkalne dla załogi, szkołę zawodową, warsztaty szkolne, domy wczasowe w Ustroniu i Dziwnowie, nową halę konstrukcyjną z zapleczem, budynek administracji i kolejne budynki mieszkalne.
Ryfama specjalizowała się głównie w produkcji ciężkich przenośników zgrzebłowych, strugów węglowych oraz zawiesi linowych. W najlepszych latach swojej działalności, 20% produkcji trafiało na eksport (głównie do ZSRR, Rumunii, Węgier, Albanii, Czechosłowacji oraz w mniejszym stopniu do Wielkiej Brytanii, Chińskiej Republiki Ludowej, Indii, Turcji, Francji i Jugosławii).
Rybnicka Fabryka Maszyn w latach 80. XX wieku zatrudniała około 2000 pracowników (z których 80% stanowili robotnicy). Źródłem dopływu nowych, młodych kadr była przyzakładowa szkoła zawodowa, której szeregi corocznie opuszczało około 100 absolwentów oraz filia Technikum Budowy Maszyn Górniczych.
Rybnicka Fabryka Maszyn angażowała się również w działalność kulturalną. W czasach PRL-u Ryfama miała bogato wyposażoną bibliotekę, popularne wśród mieszkańców kino „Górnik” oraz zakładową orkiestrę dętą. Z kolei przy zasadniczej szkole zawodowej działały kółka zainteresowań.

## Ograniczanie działalności
W latach 90. XX wieku w dobie gospodarki rynkowej Rybnicka Fabryka Maszyn znalazła się w trudnej sytuacji, w związku z coraz mniejszym zainteresowaniem produkowanymi wyrobami. W 1993 roku w Ryfamie pracowało 1200 osób. W następnych latach rybnicka fabryka została objęta Programem Powszechnej Prywatyzacji w wyniku czego została przekształcona w jednoosobową spółkę Skarbu Państwa. Ponadto dyrekcja zakładu zmuszona była zaniechać utrzymania własnego domu kultury i popularnego przed laty kina „Górnik”.
Po zmianach ustrojowych Ryfama kilka razy zmieniała właściciela. Do 2010 roku jej właścicielem była Grupa Kapitałowa Gwarant. Firma postanowiła jednak wycofać się z branży górniczej i sprzedała 90% udziałów przedsiębiorstwu Kopex. W 2016 roku Kopex został przejęty przez katowicką firmę TDJ, właściciela większościowego pakietu Famuru (od tego momentu Ryfama stała się oddziałem Grupy FAMUR).

## Zakończenie działalności
W kwietniu 2020 roku Grupa FAMUR wydała komunikat: „W wyniku przeprowadzonej analizy obszaru produkcji przenośników zgrzebłowych w kontekście obecnej sytuacji rynkowej i pogłębiającego się załamania gospodarczego, Zarząd FAMUR podjął decyzję o skupieniu wytwarzania tej grupy produktowej w jednym zakładzie produkcyjnym, a nie jak dotychczas miało to miejsce, w dwóch”.
Zdecydowano, że dalsza produkcja przenośników zgrzebłowych będzie odbywała się jedynie w zakładzie w Nowym Sączu, co oznaczało, że drugi z nich – Rybnicka Fabryk Maszyn – zostanie zamknięty. W wyniku zwolnień grupowych pracę straciły 204 osoby, które ostatni raz do pracy przyszły 30 czerwca 2020 roku.